# Eddie Harris
Eddie Harris (Chicago, 20 ottobre 1934 – Los Angeles, 5 novembre 1996) è stato un sassofonista e pianista statunitense.

## Discografia
- 1961 - Exodus to Jazz (Vee-Jay)
- 1961 - Mighty Like a Rose (Vee-Jay)
- 1961 - Jazz for "Breakfast at Tiffany's" (Vee-Jay)
- 1962 - A Study in Jazz (Vee-Jay)
- 1962 - Eddie Harris Goes to the Movies (Vee-Jay)
- 1963 - Bossa Nova (Vee-Jay)
- 1963 - Half and Half (Vee-Jay)
- 1964 - For Bird and Bags (Exodus)
- 1964 - Cool Sax, Warm Heart (Columbia)
- 1964 - Here Comes the Judge (Columbia)
- 1965 - Cool Sax from Hollywood to Broadway (Columbia)
- 1965 - The In Sound (Atlantic)
- 1966 - Mean Greens (Atlantic)
- 1967 - The Tender Storm (Atlantic)
- 1968 - The Electrifying Eddie Harris (Atlantic)
- 1968 - Plug Me In (Atlantic)
- 1968 - Pourquoi L'Amérique (AZ) (colonna sonora)
- 1968 - Silver Cycles (Atlantic)
- 1969 - High Voltage (Atlantic)
- 1969 - Swiss Movement (Atlantic) con Les McCann
- 1969 - Sculpture
- 1969 - Free Speech (Atlantic)
- 1970 - Come on Down! (Atlantic)
- 1970 - Live at Newport (Atlantic)
- 1970 - Smokin' (Janus, 1970)
- 1971 - Second Movement (Atlantic) con Les McCann
- 1971 - Instant Death (Atlantic)
- 1972 - Eddie Harris Sings the Blues (Atlantic)
- 1973 - Excursions (Atlantic)
- 1974 - E.H. in the U.K. (Atlantic)
- 1974 - Is It In (Atlantic)
- 1974 - I Need Some Money (Atlantic)
- 1975 - Bad Luck Is All I Have (Atlantic)
- 1975 - That Is Why You're Overweight (Atlantic)
- 1975 - The Reason Why I'm Talking S--t 1976 (Atlantic)
- 1976 - How Can You Live Like That? (Atlantic)
- 1978 - I'm Tired of Driving (RCA)
- 1979 - Playin' with Myself (RCA)
- 1981 - Sounds Incredible (Angeleco)
- 1981 - Steps Up (SteepleChase)
- 1982 - The Real Electrifying Eddie Harris (Mutt & Jeff)
- 1983 - Exploration (Chiaroscuro)
- 1986 - Eddie Who? (Timeless)
- 1987 - People Get Funny (Timeless)
- 1989 - Live in Berlin (Timeless)
- 1990 - Live at the Moonwalker Moonwalker (Suisa)
- 1991 - A Tale of Two Cities (Virgin Japan)
- 1991 - There Was a Time – Echo of Harlem (Enja)
- 1993 - For You, For Me, For Evermore (SteepleChase)
- 1993 - Yeah You Right (Lakeside)
- 1993 - Listen Here (Enja)
- 1994 - Freedom Jazz Dance (Musicmasters)
- 1994 - Vexatious Progressions (Flying Heart)
- 1994 - The Battle of the Tenors con Wendell Harrison
- 1995 - Dancing by a Rainbow (Enja)
- 1996 - All The Way-Live (Milestone) con Jimmy Smith (reg. 1981)
- 1997 - The Last Concert
- 2005 - Exodus: The Best of the Vee-Jay Years (Charly)
- 2017 - Live: Las Vegas 1985 (Hi-Hat)